# Enicospilus teodorae
Enicospilus teodorae là một loài tò vò trong họ Ichneumonidae.